# Горовий Геннадій Володимирович
Горовий Геннадій Володимирович — письменник, журналіст. Член Національної спілки письменників України. Член Національної спілки журналістів України. Член Обухівського літературно-мистецького братства імені А.С.Малишка та Всеукраїнського літературного об'єднання "Радосинь" при Національній спілці письменників України.

## Життя та творчість
Геннадій Горовий народився 18 червня 1981 року в селі Трипілля Обухівського району Київської області. Живе в м.Обухові.
В Обухові закінчив середню школу, почав відвідувати літстудію імені Андрія Малишка. Почав писати вірші, друкуватися в районній газеті.
Вищу освіту здобув у Київському університеті "Україна" (магістр журналістики). Співавтор слів гімну університету "Україна". Очолював літературну студію "Горлиця" при Відкритому університеті розвитку людини "Україна" (2012-2015).
2003 року стає учасником літературного об’єднання «Радосинь» при Національній спілці письменників України. Член Національної спілки письменників України (НСПУ) і Національної спілки журналістів України (НСЖУ). Член Обухівського літературно-мистецького братства імені А.С. Малишка та Всеукраїнського літературного об'єднання «Радосинь» при НСПУ. Керівник літературної студії «Горлиця» Університету «Україна».

Нині очолює Обухівську міжміську письменницьку організацію, входить до складу правління Київської обласної письменницької організації, до редакційної ради Всеукраїнського журналу для дітей "Дзвіночок" та обіймає посаду голови Київської обласної організації ВГО "Всеукраїнський парламент працездатних інвалідів" [Архівовано 21 вересня 2020 у Wayback Machine.]. Веде передачу на обухівському телеканалі "Студія бард",організовує та проводить різноманітні творчі заходи для людей з інвалідністю - літературні майстер-класи, концертні програми тощо.
Засновник проекту "Світ у слові". Неодноразово друкувався в український періодиці, в альманахах та антологіях. Дебют в закордонних виданнях відбувся в журналі "Рідношкільник" (Канада).

У творчому доробку має чотири поетичні збірки: "Страви з філософського каміння" (2005), "Від літечка до літечка" (2005), "Крапки не ставлю..." (2006), "Треба ж так!.." (2008) та повісті для підлітків "Дзел-ле-енннь-світ" (2011) і "Шкільна брама" (2016). Остання друкована шрифтом Брайля для незрячих дітей за державної програми "Українська книга 2016". Брав участь у створенні збірника "Абетка професій: Побач серцем" (2017).

### Переможець конкурсів та фестивалів
- Першого Всеукраїнського студентського фестивалю "Сяйво надії" - номінація "Література" (2003)
- Поетичного турніру, що проходив у рамках Всеукраїнської наради молодих літераторів (2007)
- Молодіжної премії голови Київської обласної державної адміністрації - номінація "За творчі досягнення" (2007)
- Дев'ятого Всеукраїнського літературного фестивалю "Просто так" - номінація "Література для дітей" (2008)
- Першого Всеукраїнського недержавного фестивалю "Неспокій серця" - друге місце в номінації "Поезія" (2010)
- Другого Всеукраїнського недержавного фестивалю "Неспокій серця" - перше місце в номінації "Мала проза" (2011)
- Міжнародної україно-німецької премії ім. О.Гончара (2012)
- Третього Всеукраїнського конкурсу "Літературна надія Дніпра" - перше місце в номінації "Проза" (2017)

### Член журі мистецьких конкурсів та фестивалів
• Другого Всеукраїнського фестивалю для вихованців шкіл-інтернатів (2011)
• Всеукраїнського студентського фестивалю "Сяйво надії" (2011-2013, 2015)
• Всеукраїнського літературного конкурсу "Сад любові та радості" (2014)
• Фестивалю "Пасхальні візерунки" (2015)
• Всеукраїнського недержавного фестивалю "Неспокій серця" (2013, 2017)

## Нагороди
За участь у наступних проектах був занесений до Книги рекордів України:
• Проект "Світло для друга" - Тернопільська область (2009)
• Проект "Небо для вільних" - м.Феодосія (2013)